# Guiuan
Guiuan es un municipio filipino de segunda clase, perteneciente a la provincia de Sámar Oriental, en las Bisayas Orientales.

## Toponimia
El lugar puede aparecer referido como «Guiuan» y «Guiguan».

## Historia
Hacia mediados del siglo XIX, el lugar, que por entonces pertenecía a la provincia de Sámar y estaba unido a los de Balangiga y Quinapondan, tenía contabilizada una población de 16 485 habitantes, repartidos en 2223 casas. Aparece descrito en el segundo volumen del Diccionario geográfico, estadístico, histórico de las Islas Filipinas (1851) de Manuel Buzeta Núñez y Felipe Bravo con las siguientes palabras:

GUIUAN: pueblo, que forma jurisd. civil y ecl. con los de Balangiga y Quinapundan, en la isla y prov. de Samar, dióc. de Cebú; se halla sit. en los 129° long., 11° 6' lat., sobre la costa S. de la isla, en terreno llano, y clima templado y saludable. Tiene unas 2,223 casas, en general de sencilla construccion, distinguiéndose entre ellas como mas notables la casa parroquial y la de comunidad, llamada tambien de justicia ó tribunal, donde se halla la cárcel. Hay escuela de primeras letras, á la que concurren muchos alumnos, la cual está dotada de los fondos del comun; é igl. parroquial de buena fábrica, servida por un cura regular: próximo á esta se halla el cementerio, que es bastante capaz y ventilado. Recibe de la cab. de la prov. el correo en dias indeterminados. El term. confina por N. con Balangiga; por S. y O. con el mar; y por E. con Hipudios. El terreno es fertil y muy productivo; en sus montes se crian buenas maderas de diferentes clases y mucha caza mayor y menor, como búfalos, javalíes, venados, gallos, palomas etc. Tambien se recoje mucha miel y cera, que depositan las abejas en los bosques y canteras. El terreno reducido á cultivo prod. arroz, maiz, trigo, ajonjoli, caña dulce, abacá, cacao, legumbres y frutas: la estraccion del aceite del coco forma parte de la ind. de estos naturales, que tambien se dedican á la caza, á la pesca y principalmente al cultivo de sus tierras. Hacen el comercio con el sobrante de los productos, tanto naturales como agrícolas y fabriles, esportando una parte de estos artículos, é importando otros de aquellos de que carecen. Su pobl., inclusa la de Balangiga y Quinapundan, asciende á 16,485 almas, y los tributos á 3,139, que ascienden á 31,390 rs. plata, equivalente, á 78,475 rs. vn.
(Buzeta y Bravo, 1851, p. 67)

En 2020, tenía censados 53 361 habitantes.